# Estação Ferroviária de Muro
A Estação Ferroviária de Muro, igualmente conhecida como de São Cristóvão do Muro, foi uma interface da Linha de Guimarães, que servia a localidade de Muro, no concelho de Trofa, em Portugal. O edifício de passageiros situa-se do lado sudeste da via (lado direito do sentido ascendente, a Guimarães).

## História

### Séc. XX
Esta foi uma das gares originais do lanço entre Senhora da Hora e Trofa da Linha de Guimarães, inaugurada pela Companhia dos Caminhos de Ferro do Norte de Portugal em 14 de Março de 1932 e posta ao serviço no dia seguinte. Nessa época, tinha a categoria de apeadeiro, e era utilizada por serviços completos, nos regimes de pequena e grande velocidades, realizados de forma interna e combinada. Era já denominado de Muro, sendo então também conhecido como São Cristovam do Muro. O comboio inaugural parou no apeadeiro, tendo sido recebido por uma guarda de honra desempenhada pela banda de música do Asilo do Terço.
Em 1985 este interface tinha a categoria de estação.

### Séc. XXI

#### Encerramento e suspensão do serviço
Em 24 de Fevereiro de 2002 foi encerrado o troço da Linha de Guimarães entre a Senhora da Hora e Trofa, para ser convertido numa linha do Metro do Porto. Com efeito, o canal por onde seguia a linha foi transferido da REFER para a Metro do Porto. Contudo, as obras acabaram por só avançar entre a Senhora da Hora e o ISMAI, troço que ficou concluído em 2006, integrado na Linha C do Metro do Porto. Com efeito, desde 2002 que o troço da Linha de Guimarães entre o ISMAI e a Trofa (no qual esta estação se inclui) se mantém sem qualquer tráfego ferroviário, pesado ou ligeiro, o que tem gerado descontentamento na região, principalmente depois de em 2010 a empresa Metro do Porto ter retirado do seu plano de atividades o prolongamento da Linha C desde o ISMAI até à Trofa, mantendo o serviço rodovário “transporte alternativo”, entretanto relançado em 2009.
Em protesto contra a suspensão do serviço ferroviário, a população da freguesia de Muro fez boicotes às eleições presidenciais de 2011, eleições europeias de 2014 e às eleições presidenciais de 2016.

#### Uso pós-ferroviário
Apesar da transferência da Linha de Guimarães para a Metro do Porto, coube à Refer prometer para fevereiro de 2011 a salvaguarda da Estação do Muro, alvo de vandalismo continuado após o encerramento em agosto de 2010 que deixara o edifício desguarnecido de qualquer segurança.